# Kalle Ankas Pocket
Kalle Ankas Pocket (KAP) är en serie av svenska pocketböcker innehållande Disneyserier. Utgivningen har pågått sedan 1968 och innehållet består främst av serier producerade i Italien. Till en början var utgivningstakten oregelbunden, men idag släpps 13 utgåvor per år. Sedan mitten av 1990-talet utkommer även flera systerutgåvor.

## Historik
Under 1960-talet expanderade den svenska utgivningen av Disneypublikationer kraftigt. Som en följd av detta gjorde sig materialbristen för tidningarna allt påtagligare. Tidigare hade man uteslutande fyllt tidningarna med material från den amerikanska serieproducenten Western Publishing, men nu började man även leta på annat håll efter serier att publicera. Det italienska förlagshuset Mondadori (nuvarande Disney Italia) var redan etablerade på hemmamarknaden och vid mitten av 1960-talet började dessa serier även att dyka upp i Kalle Anka & C:o. De italienska serierna skiljde sig dock från de amerikanska på flera sätt, framför allt så var de layoutmässigt annorlunda. De var vanligen längre – cirka 30 sidor – och hade tre serierutor per sida, till skillnad från de amerikanska som hade fyra. Kombinationen av dessa två förutsättningar gjorde att flera av dessa serier redigerades om ganska kraftigt innan de nådde den svenska publiken.
Möjligen bidrog detta till beslutet att ge ut pocketboken Tuff till tusen miljarder sommaren 1968. Fyra månader senare följdes den av Farbror Joakims skattjakt och därmed hade utgivningen av Kalle Ankas Pocket kommit igång.
Under de första åren var pocketarna så gott som uteslutande svenska översättningar av utgåvor i den italienska serien I Classici di Walt Disney, som hade börjat utges 1957 och samlade utvalda serier från tidningen Topolino ("Musse Pigg" på italienska; den italienska Disney-marknadens flaggskepp), sammanknutna av en nyskriven ramberättelse (ofta tecknad av Giuseppe Perego). Merparten av serierna i I Classici di Walt Disney var av italienskt ursprung, men här förekom även en och annan amerikansk serie – något som bland annat ledde till att Carl Barks serie Den fantastiska flodfärden fick sin Sverigepremiär i Kalle Anka i toppform. Ibland kan delar av innehållet ha bytts ut i svenska / nordiska utgåvor, vilket innebär att ramberättelsen inte håller ihop hela vägen. I något fall kan till och med delar av en helt annan ramberättelse följa med ersättningsserierna.
1976 upphörde dock utgivningen av I Classici di Walt Disney, och från och med 1982 (KAP 42) plockades serierna samman direkt för den svenska pocketen (och dess nordiska och tyska motsvarigheter). I samband med detta försvann också ramberättelserna. Det italienska materialet fortsatte dock att stå för merparten av innehållet, även om en och annan danskproducerad serie – med "italiensk" layout – också började dyka upp.
Än idag är huvuddelen av innehållet i Kalle Ankas Pocket italienskt, men idag inleds de mestadels av en danskproducerad serie. Enstaka brasilianska serier – som även de är layoutmässigt avsedda för pocketpublicering – har också synts till.

### Europeiska systerutgåvor
Ungefär samtidigt som Kalle Ankas Pocket började ges ut, startade upplagor av I Classici di Walt Disney även i andra europeiska länder. Än idag är dessa utgåvor samproducerade med Kalle Ankas Pocket.
| Land          | Namn                        | Startår             |
| ------------- | --------------------------- | ------------------- |
| Danmark       | Jumbobog                    | 1968                |
| Finland       | Aku Ankan taskukirja        | 1970                |
| Frankrike     | Mickey Parade               | 1966 (nedlagd 1979) |
| Nederländerna | Donald Duck Pocket          | 1970                |
| Norge         | Donald Pocket               | 1968                |
| Tyskland      | Lustiges Taschenbuch        | 1967                |
| Polen         | Komiks Gigant/Gigant Poleca | 1992                |

## Utgivning
Svensk översättare sedan 2019 är Kaija Olausson. Tidigare översättare har varit bland andra Ingrid Emond, Stefan Diös, Tony Manieri och Carin Bartosch Edström.
Nummer 200–225 saknar individuella titlar.
| Nr  | Namn                               |
| --- | ---------------------------------- |
| 1   | Tuff till tusen miljarder          |
| 2   | Farbror Joakims skattjakt          |
| 3   | Kalle Anka i knipa                 |
| 4   | Kalle Anka i toppform              |
| 5   | Med Farbror Joakim jorden runt     |
| 6   | Kalle Anka i Björnligans klor      |
| 7   | Farbror Joakim på stridshumör      |
| 8   | Kalle Anka klarar allt             |
| 9   | Pass på pengarna, Joakim!          |
| 10  | Kalle Anka vågar livet             |
| 11  | Fiffige Musse                      |
| 12  | Farbror Joakim räddar äran         |
| 13  | Kalle Anka – Riddaren utan fruktan |
| 14  | Knattarna ger aldrig upp           |
| 15  | Farbror Joakims växelrika liv      |
| 16  | Björnligan i knipan                |
| 17  | Stackars Kalle Anka                |
| 18  | Kalle Anka fäktar sig fram         |
| 19  | Kalle Ankas önskedröm              |
| 20  | Farbror Joakims med- och motgångar |
| 21  | Givmilde farbror Joakim            |
| 22  | Musse Pigg - full fart igen        |
| 23  | Kalle Anka i centrum               |
| 24  | Du är en pajas, Kalle Anka!        |
| 25  | Musse Pigg på rätt spår            |
| 26  | Farbror Kalle berättar...          |
| 27  | Kalles vilda äventyr               |
| 28  | Stål-Kalle i farten                |
| 29  | Musse Pigg på deckarstråt          |
| 30  | Alla vi Ankor i Ankeborg           |
| 31  | Akta ryggen, Svarte-Petter!        |
| 32  | Stål-Kalle går i fällan            |
| 33  | Spel upp, Kalle Anka!              |
| 34  | Jorden runt med Musse Pigg         |
| 35  | Var inte så näbbig!                |
| 36  | Kalle Anka i medvind               |
| 37  | Lyft på hatten för Musse Pigg      |
| 38  | Stål-Kalle på nya äventyr          |
| 39  | Kalle Anka i rampljuset            |
| 40  | Om pengar kunde tala               |
| 41  | Farbror Joakim på nya jaktmarker   |
| 42  | Musse på historiska äventyr        |
| 43  | Stål-Kalle slår till igen          |
| 44  | Kalle Anka på fotbolls-VM          |
| 45  | Musse Pigg håller ångan uppe       |
| 46  | Kalle Anka – Ankeborgs hjälte      |
| 47  | Musse Piggs mysterier              |
| 48  | Kalle i full karriär               |
| 49  | Högt spel, Farbror Joakim          |
| 50  | Musse Piggs äventyr i rymden       |
| 51  | Kalla mej Kalle!                   |
| 52  | Kalle Anka tar hem spelet          |
| 53  | Musse Pigg griper in               |
| 54  | Farbror Joakims rika liv           |
| 55  | Simma lugnt, Kalle!                |
| 56  | Långbens olympiska spel            |
| 57  | Farbror Joakim på djupt vatten     |
| 58  | Håll balansen, Farbror Joakim!     |
| 59  | Se upp för Kalle Anka!             |
| 60  | Stål-Kalle övervinner allt         |
| 61  | Fantastiske Kalle Anka             |
| 62  | Kalle Anka har otur!               |
| 63  | Sikta rätt, Kalle                  |
| 64  | Kalle Ankas glada dagar            |
| 65  | Sakta i backarna, Kalle!           |
| 66  | Kalle sjunger ut                   |
| 67  | Högt spel i Vilda Västern          |
| 68  | Kalle klipper till                 |
| 69  | Kalle + Kajsa = Sant               |
| 70  | Friska tag, farbror Joakim         |
| 71  | Skratta lagom, Kalle               |
| 72  | Full rulle, Kalle                  |
| 73  | Kalle går i fällan                 |
| 74  | Här kommer Kalle                   |
| 75  | Kalle får pippi                    |
| 76  | Kalle – säker i sadeln             |
| 77  | Kalle och vinden från södern       |
| 78  | Kalle Kalle Anka                   |
| 79  | Den flygande mattan                |
| 80  | Kalle siktar högt                  |
| 81  | Kom loss, Kalle!                   |
| 82  | Äventyrens Kalle                   |
| 83  | Kämpa på, Kalle!                   |
| 84  | Kalle hugger till                  |
| 85  | Tufft Kalle!                       |
| 86  | Håll takten, Kalle!                |
| 87  | Kalle i högform                    |
| 88  | Listigt Kalle!                     |
| 89  | God Jul!                           |
| 90  | Vilken panggrej, Kalle!            |
| 91  | Försöka duger, Kalle               |
| 92  | Vilken tur, Kalle!                 |
| 93  | Kalle på irrvägar                  |
| 94  | Mata inte djuren!                  |
| 95  | Kalle ta det lugnt                 |
| 96  | Hoppsan, Kalle!                    |
| 97  | Snopet, Kalle!                     |
| 98  | Kalle i Korea                      |
| 99  | Grattis, Musse!                    |
| 100 | Friskt vågat, Kalle!               |

| Nr  | Namn                                |
| --- | ----------------------------------- |
| 101 | Vilket flås, Kalle!                 |
| 102 | Kalle hugger i sten                 |
| 103 | Kalle drämmer till                  |
| 104 | Se upp i backen, Kalle!             |
| 105 | Ge dig inte, Kalle!                 |
| 106 | Toppen, Kalle!                      |
| 107 | Välkommen, Kalle!                   |
| 108 | Ingen rök utan eld!                 |
| 109 | Lugn i stormen, Kalle!              |
| 110 | Kalle fixar allt!                   |
| 111 | Fnatta på, Fnatte!                  |
| 112 | Det var droppen, Kalle!             |
| 113 | Mitt i prick, Kalle!                |
| 114 | Visst nappar det, Kalle!            |
| 115 | Hoppa högt, Kalle!                  |
| 116 | Koppla av, Kalle!                   |
| 117 | Det var katten, Kalle!              |
| 118 | Inte rent spel, Kalle!              |
| 119 | Vilken blåsning, Kalle!             |
| 120 | Fritt fall, Kalle!                  |
| 121 | Öka takten, Kalle!                  |
| 122 | Rena snurren, Kalle!                |
| 123 | Tappa inte taget, Kalle!            |
| 124 | Nu bränns det, Kalle!               |
| 125 | Knivigt, Kalle!                     |
| 126 | Akta häcken, Kalle!                 |
| 127 | Hajar du, Kalle!                    |
| 128 | Har du sett på magen, Kalle!        |
| 129 | Håll i hatten, Kalle!               |
| 130 | Jakten på Zodiaken!                 |
| 131 | Jakten på Zodiaken går vidare!      |
| 132 | Vilket hästjobb, Kalle!             |
| 133 | Akta plattfötterna, Kalle!          |
| 134 | Kalle på djupt vatten               |
| 135 | Vilken rysare, Kalle!               |
| 136 | Se upp för snyltgäster, Kalle!      |
| 137 | Bakom flötet, konstapeln?           |
| 138 | Anfall är bästa försvar!            |
| 139 | Hopplöst, Kalle!                    |
| 140 | Resan till den gyllene getens dal!  |
| 141 | Ankornas sju underverk              |
| 142 | Jakten på den glömda skatten!       |
| 143 | Det stora klippet!                  |
| 144 | Grottfolkets fångar!                |
| 145 | Stål-Kalle slår till igen!          |
| 146 | En hårresande historia!             |
| 147 | Hårda bandage, Kalle                |
| 148 | Se upp för bakhåll, Kalle!          |
| 149 | Guldjakt på Ovädersön!              |
| 150 | Kalle på EuroDisney                 |
| 151 | Nu sitter du i klistret, Stål-Kalle |
| 152 | Nu trillar du dit, Kalle!           |
| 153 | Kalle, du har en skruv lös!         |
| 154 | Tomt var det här, Kalle!            |
| 155 | Nu är det klippt, Bolivar!          |
| 156 | Strul på hjul, Kalle!               |
| 157 | Vilket set, Kalle                   |
| 158 | Godnatt, Kalle!                     |
| 159 | Kalle, ger upp poppet!              |
| 160 | Pippi på lunch, Kalle!              |
| 161 | Lurad igen, Kalle!                  |
| 162 | Fest i Ankeborg                     |
| 163 | Knattarna sätter sina spår, Kalle!  |
| 164 | Stål-Kalle på skattjakt!            |
| 165 | Kalle släcker törsten!              |
| 166 | Vart tog väggen vägen?              |
| 167 | Knattarna klipper till igen!        |
| 168 | Grattis, Kalle!                     |
| 169 | Se upp för stenskott, Kalle!        |
| 170 | Där fick han på pälsen, Kalle!      |
| 171 | Släpp taget, Kalle!                 |
| 172 | Smart, Kalle!                       |
| 173 | Stål-Kalle – alla bovars skräck!    |
| 174 | Tjura inte, Kalle!                  |
| 175 | Du är bäst, Kalle!                  |
| 176 | Buskul, Kalle!                      |
| 177 | Typiskt Joakim!                     |
| 178 | Hur gick det här till, Kalle?       |
| 179 | Ger du upp, Kalle?                  |
| 180 | Det är fusk, Kalle!                 |
| 181 | Full fart, Kalle!                   |
| 182 | Inget att hänga upp sig på, Kalle!  |
| 183 | Nu ligger du illa till, Kalle!      |
| 184 | Full sprutt, Kalle!                 |
| 185 | Du har pippi på tårtan, Kalle!      |
| 186 | Du är bäst på plan, Kalle!          |
| 187 | Sista skriket, Kalle!               |
| 188 | Du är nummer ett, Kalle!            |
| 189 | Helt uppåt väggarna, Kalle!         |
| 190 | Trassligt värre, Kalle              |
| 191 | På en skör tråd, Kalle!             |
| 192 | Fiffigt, Kalle!                     |
| 193 | Fy för katten, Kalle!               |
| 194 | Vågat, Kalle!                       |
| 195 | Osis, Kalle!                        |
| 196 | Mat på gång, Kalle!                 |
| 197 | Spänn av, Kalle!                    |
| 198 | Klämmigt, Kalle!                    |
| 199 | Omkörd, Kalle?                      |
| 200 | Kalle Ankas Pocket 200              |

| Nr  | Namn                        |
| --- | --------------------------- |
| 201 | Kalle Ankas Pocket 201      |
| 202 | Kalle Ankas Pocket 202      |
| 203 | Kalle Ankas Pocket 203      |
| 204 | Kalle Ankas Pocket 204      |
| 205 | Kalle Ankas Pocket 205      |
| 206 | Kalle Ankas Pocket 206      |
| 207 | Kalle Ankas Pocket 207      |
| 208 | Kalle Ankas Pocket 208      |
| 209 | Kalle Ankas Pocket 209      |
| 210 | Kalle Ankas Pocket 210      |
| 211 | Kalle Ankas Pocket 211      |
| 212 | Kalle Ankas Pocket 212      |
| 213 | Kalle Ankas Pocket 213      |
| 214 | Kalle Ankas Pocket 214      |
| 215 | Kalle Ankas Pocket 215      |
| 216 | Kalle Ankas Pocket 216      |
| 217 | Kalle Ankas Pocket 217      |
| 218 | Kalle Ankas Pocket 218      |
| 219 | Kalle Ankas Pocket 219      |
| 220 | Kalle Ankas Pocket 220      |
| 221 | Kalle Ankas Pocket 221      |
| 222 | Kalle Ankas Pocket 222      |
| 223 | Kalle Ankas Pocket 223      |
| 224 | Kalle Ankas Pocket 224      |
| 225 | Kalle Ankas Pocket 225      |
| 226 | Trubbel på tundran          |
| 227 | Varning, konstnär i arbete! |
| 228 | Vulkan-Dykarna!             |
| 229 | Magiska krafter, Kalle!     |
| 230 | Den mäktige Vindigo!        |
| 231 | Otur, Kalle!                |
| 232 | Ducka, Joakim               |
| 233 | Vad händer, Kalle?          |
| 234 | Önskeljuset                 |
| 235 | I Sandhäxans klor           |
| 236 | Den magiska ringen          |
| 237 | Rally-Kalle                 |
| 238 | Iskallt, Kalle!             |
| 239 | Fullträff, Kalle!           |
| 240 | Millennie-yra!              |
| 241 | Den röda Näbbgäddan         |
| 242 | Hjälp sökes!!!              |
| 243 | De magiska stenarna!        |
| 244 | Intergalaktiskt besök       |
| 245 | Ingen flax, Kalle!          |
| 246 | Fullt ös, Kalle!            |
| 247 | Fotbollstokig!              |
| 248 | Landet på andra sidan       |
| 249 | Olympiskt Spektakel         |
| 250 | Spökhuset                   |
| 251 | Jakten på silverskalbaggen  |
| 252 | Djungelhjälten              |
| 253 | I banditernas våld          |
| 254 | Iskalla typer               |
| 255 | Den gåtfulla masken         |
| 256 | Kalabalik på hotellet       |
| 257 | Den glömda dalen            |
| 258 | Topp tunnor rasande         |
| 259 | En fena på fiske!           |
| 260 | Kapten Hafsklunks turkrona  |
| 261 | Kampen om jorden            |
| 262 | Kaj Haj                     |
| 263 | Blått regn                  |
| 264 | Mumien                      |
| 265 | Tidsdörren                  |
| 266 | Den store hjälten           |
| 267 | En fot för Ankfot           |
| 268 | Jakten på Storfot           |
| 269 | Tillbaka till TNT           |
| 270 | Grobianernas planet         |
| 271 | Maskoten                    |
| 272 | Full fart framåt!           |
| 273 | Stråtrövaren                |
| 274 | Full rulle på bildrulle     |
| 275 | Önketänkande                |
| 276 | En solskenshistoria         |
| 277 | Ett tidigare liv            |
| 278 | Temporärt arbetslös         |
| 279 | Ett hälsosamt val           |
| 280 | Dummesthenes sten           |
| 281 | På djupt vatten             |
| 282 | Spökråttorna                |
| 283 | Den svarta kulan            |
| 284 | Ökenvandringen              |
| 285 | Sommarledig                 |
| 286 | Ett föredöme för ungdomen   |
| 287 | Tupp tunnor rasande         |
| 288 | Ankfots brud                |
| 289 | Avalons daggdroppe          |
| 290 | Falska förfalskare          |
| 291 | Sagan om tingen             |
| 292 | En mogen mandarin           |
| 293 | Trolkomstens mästare        |
| 294 | Mästerfotograf i onåd       |
| 295 | En andra chans              |
| 296 | Makt och pengar             |
| 297 | Vikingafejden               |
| 298 | Skickligt Kalle             |
| 299 | På äventyr i Sargasso       |
| 300 | Strandhjälten               |

| Nr  | Namn                               |
| --- | ---------------------------------- |
| 301 | Den hemliga lådan                  |
| 302 | Bubbeltrubbel                      |
| 303 | Sångarstriden                      |
| 304 | Tålamodets Konst                   |
| 305 | Spärrvakten                        |
| 306 | Ofrivillig Spion                   |
| 307 | Jakten på den magiska källan       |
| 308 | En kvarts berömmelse               |
| 309 | Sjusovaren                         |
| 310 | Star Fars                          |
| 311 | Boll-Kalle                         |
| 312 | I halsen på Kalle                  |
| 313 | Kör så det ryker, 313!             |
| 314 | Drakriddaren                       |
| 315 | Ett äpple om natten...             |
| 316 | Krossade drömmar                   |
| 317 | Luftens herre                      |
| 318 | Hjältegärningar                    |
| 319 | Skattefnatt                        |
| 320 | Bluffankan                         |
| 321 | Glada brallan                      |
| 322 | Vilken fest!                       |
| 323 | Trollkarlen i träsket              |
| 324 | Sommarskoj                         |
| 325 | Krympgasen                         |
| 326 | Storm                              |
| 327 | Gröna fingrar                      |
| 328 | Inre rikedom                       |
| 329 | Sheriffen                          |
| 330 | Hårda puckar                       |
| 331 | Förbannelsen                       |
| 332 | Kameler & keramik                  |
| 333 | Körd i botten                      |
| 334 | Fast i forntiden                   |
| 335 | Tuffa tag                          |
| 336 | Fruset guld                        |
| 337 | Plums i plurret                    |
| 338 | Sjögång                            |
| 339 | Livrädd                            |
| 340 | På väg upp!                        |
| 341 | I hårdträning                      |
| 342 | Kung Kalle                         |
| 343 | Mästertjuven                       |
| 344 | Grävaren                           |
| 345 | Tur & otur                         |
| 346 | Ett eget land                      |
| 347 | Högspänning                        |
| 348 | Helt sjukt                         |
| 349 | Alkemisten                         |
| 350 | Stick, Kalle!                      |
| 351 | Stora små krigare                  |
| 352 | Toppen är nådd!                    |
| 353 | Trångt läge                        |
| 354 | Mumma för mammon                   |
| 355 | Färg i fara                        |
| 356 | Knivigt läge                       |
| 357 | Björnen sover inte                 |
| 358 | Snabba pengar                      |
| 359 | Rösta på mej!                      |
| 360 | Korven med stort K                 |
| 361 | Nere för räkning!                  |
| 362 | Ankan som visste för mycket.       |
| 363 | Kalasläge!                         |
| 364 | Badankor                           |
| 365 | S.O.S.                             |
| 366 | Änglar och Demoner                 |
| 367 | Hemlig Agent                       |
| 368 | Kris? Vilken kris?                 |
| 369 | Robottjuven                        |
| 370 | Kommer tomten?                     |
| 371 | Pengabingen länsad!                |
| 372 | Min första miljon                  |
| 373 | Ruskbjörnar                        |
| 374 | Dubbeldeckarn slår till!           |
| 375 | Tur… …och otur                     |
| 376 | Måååååål! Fotboll för hela slanten |
| 377 | Aaah! … sommar!                    |
| 378 | Frityrernas herre                  |
| 379 | Vampyren                           |
| 380 | Det hänger på håret                |
| 381 | Stål-Kalles rival                  |
| 382 | Äventyr i rymden                   |
| 383 | Heja Ankeborg!                     |
| 384 | På hal is                          |
| 385 | Hjältar i snön                     |
| 386 | Jägare – och byten                 |
| 387 | Nattens riddare                    |
| 388 | Pirater i sikte                    |
| 389 | Kaos i knoppen                     |
| 390 | Sommar                             |
| 391 | Semester                           |
| 392 | Stål-Kalle slår tillbaka           |
| 393 | Ankornas kamp                      |
| 394 | Anka på uppdrag                    |
| 395 | Högt spel!                         |
| 396 | Pengabingen i fara                 |
| 397 | Efterlyst: 313                     |
| 398 | Full fart!                         |
| 399 | Kul för pengarna!                  |
| 400 | Kalle Kalle Kalle Kalle            |

| Nr  | Namn                                  |
| --- | ------------------------------------- |
| 401 | Kalla killar!                         |
| 402 | Mästaren!                             |
| 403 | Sommar till tusen!                    |
| 404 | Sol sommar serier!                    |
| 405 | Korvkriget                            |
| 406 | Skattjakt                             |
| 407 | Maya-mysteriet                        |
| 408 | Klädd för trubbel!                    |
| 409 | Vinternöje                            |
| 410 | Gå försiktigt!                        |
| 411 | Smaskens, Kalle!                      |
| 412 | Små glädjeämnen                       |
| 413 | Kalle i kubik!                        |
| 414 | Kampen börjar!                        |
| 415 | Våghals i farten!                     |
| 416 | Sommarlov                             |
| 417 | Stress i solen...?                    |
| 418 | Sommardröm                            |
| 419 | Taggigt värre!                        |
| 420 | Stjärnkamp                            |
| 421 | En oväntad resa                       |
| 422 | Julbesök                              |
| 423 | Trollkungen                           |
| 424 | Iskalla fjärilar                      |
| 425 | Skurkarna kommer                      |
| 426 | Kamp på djupet                        |
| 427 | Se upp Kalle!                         |
| 428 | Grattis Kalle!                        |
| 429 | Sommarskatter                         |
| 430 | Sommarkul                             |
| 431 | Skattkistan full!                     |
| 432 | Fel färg i Ankeborg                   |
| 433 | Busar i bingen                        |
| 434 | Mästarringen                          |
| 435 | Mäktig jul                            |
| 436 | Storfångst!                           |
| 437 | Riddargåsen!                          |
| 438 | Kampen om myntet                      |
| 439 | Superhjältar!                         |
| 440 | På djupt vatten                       |
| 441 | Grillfest!                            |
| 442 | Strandad tur                          |
| 443 | Blött värre!                          |
| 444 | Full fart!                            |
| 445 | Den hemliga ön                        |
| 446 | Vampyr för en natt                    |
| 447 | Klappat & Klart                       |
| 448 | Trubbel i rymden                      |
| 449 | Se upp för frost!                     |
| 450 | Diamantfeber                          |
| 451 | Världens ände?                        |
| 452 | Magiska krafter                       |
| 453 | Godsaker!                             |
| 454 | Frispark                              |
| 455 | Plums i böljan!                       |
| 456 | Njut av sommaren!                     |
| 457 | Sommarknipa                           |
| 458 | Uppdrag Kalle                         |
| 459 | Fars på Mars                          |
| 460 | Rött larm!                            |
| 461 | Cyber… …attack!                       |
| 462 | Nytt år!                              |
| 463 | Iskallt uppdrag                       |
| 464 | Monster i Ankeborg                    |
| 465 | Farlig fälla                          |
| 466 | Tidsbrott                             |
| 467 | Korv till alla!                       |
| 468 | Under ytan                            |
| 469 | Sommarfnatt                           |
| 470 | Semesterkul                           |
| 471 | Eld och lågor                         |
| 472 | Fjärilsfolket                         |
| 473 | Den stora kappkörningen               |
| 474 | Guld och glädje                       |
| 475 | Stål-Kalle – på öppet hav             |
| 476 | Våghalsigt vinternöje                 |
| 477 | Slemmigt värre                        |
| 478 | Tillträde förbjudet!                  |
| 479 | Spårlös                               |
| 480 | Räddar dagen!                         |
| 481 | 50 (Kalle Ankas Pocket fyller 50 år!) |
| 482 | Sommarlycka                           |
| 483 | Mumiechock                            |
| 484 | Det luktar guld!                      |
| 485 | Ankenstein!                           |
| 486 | Grattis, Musse! (dubbelnummer)        |
| 487 | Mitt i prick!                         |
| 488 | Virtuell verklighet                   |
| 489 | Frostig post                          |
| 490 | Ta det lugnt, Kalle!                  |
| 491 | Tuffa tag!                            |
| 492 | Monstret i Dystringe dal              |
| 493 | Grattis Kalle! 85 år (dubbelnummer)   |
| 494 | 50 år med Stål-Kalle                  |
| 495 | Månen tur och retur... eller?         |
| 496 | Kryssningar på kors och tvärs!        |
| 497 | Dubbeldeckarns sista uppdrag?         |
| 498 | Hejdlösa hemligheter                  |
| 499 | Jakt genom Berlin (dubbelnummer)      |
| 500 | 500                                   |

### Nummer 501–600
| Nr  | Namn                                                       | Utgiven           |
| --- | ---------------------------------------------------------- | ----------------- |
| 501 | Den stora sagan!                                           | 14 januari 2020   |
| 502 | Nya hjältar                                                | 4 februari 2020   |
| 503 | Farbror Joakims hemlighet                                  | 3 mars 2020       |
| 504 | Tid för skratt?                                            | 2 april 2020      |
| 505 | Dromomaten                                                 | 5 maj 2020        |
| 506 | Gentlemannatjuven Fantomius: Så började det (dubbelpocket) | 3 juni 2020       |
| 507 | Sisten i är en badkruka                                    | 25 juni 2020      |
| 508 | Planlös i paradiset                                        | 21 juli 2020      |
| 509 | Ärkefiender                                                | 18 augusti 2020   |
| 510 | 313 nya meddelanden                                        | 17 september 2020 |
| 511 | Häxans förbannelse                                         | 15 oktober 2020   |
| 512 | Tillbaka på brottsplats Ankeborg (dubbelpocket)            | 12 november 2020  |
| 513 | Groll & Gruff                                              | 10 december 2020  |
| 514 | Pingvinernas skatt                                         | 14 januari 2021   |
| 515 | Bemästra tiden, Stål-Kalle!                                | 4 februari 2021   |
| 516 | Uppdrag rymden                                             | 4 mars 2021       |
| 517 | Rasande hastigt och lustigt                                | 1 april 2021      |
| 518 | Omusséen                                                   | 5 maj 2021        |
| 519 | Avspark i Europa (dubbelpocket)                            | 1 juni 2021       |
| 520 | Mot havet                                                  | 24 juni 2021      |
| 521 | Högre, snabbare, längre!                                   | 7 juli 2021       |
| 522 | Dino-möte                                                  | 19 augusti 2021   |
| 523 | Resan mot jordens mitt                                     | 16 september 2021 |
| 524 | Musse i fara!                                              | 14 oktober 2021   |
| 525 | 70 år med Björnligan (dubbelpocket)                        | 11 november 2021  |
| 526 | Hur allt började...                                        | 9 december 2021   |
| 527 | På språng dag som natt                                     | 20 januari 2022   |
| 528 | På skidor i det blå                                        | 8 februari 2022   |
| 529 | Den mytiska och mystiska pengabingen                       | 8 mars 2022       |
| 530 | Hisnande kul                                               | 5 april 2022      |
| 531 | Tidsportalen                                               | 4 maj 2022        |
| 532 | En handfast uppfinning                                     | 7 juni 2022       |
| 533 | Mot stranden!                                              | 30 juni 2022      |
| 534 | Mot havet!                                                 | 28 juli 2022      |
| 535 | En värds omsegling under havet [sic!]                      | 25 augusti 2022   |
| 536 | Jagad av alla                                              | 20 september 2022 |
| 537 | I mikrovärlden                                             | 20 oktober 2022   |
| 538 | Kalle forward                                              | 22 november 2022  |
| 539 | Gyllene jubileum                                           | 20 december 2022  |
| 540 | Vilken tur!                                                | 19 januari 2023   |
| 541 | Var finns snön?                                            | 9 februari 2023   |
| 542 | Gröngölingar i djungeln!                                   | 7 mars 2023       |
| 543 | Kalles hemlighet                                           | 4 april 2023      |
| 544 | Här grillar jag!                                           | 4 maj 2023        |
| 545 | Det gåtfulla templet (dubbel)                              | 12 juni 2023      |
| 546 | Drömresor                                                  | 11 juli 2023      |
| 547 | Drömresor                                                  | 27 juli 2023      |
| 548 | Bäst med dubbla hjältar                                    | 24 augusti 2023   |
| 549 | Var finns första kronan?                                   | 21 september 2023 |
| 550 | Spökhuset                                                  | 19 oktober 2023   |
| 551 | Mästertjuven Kalle                                         | 21 november 2023  |
| 552 | Ankeborgs hemligheter                                      | 19 december 2023  |
| 553 | Vem var det?                                               | 16 januari 2024   |
| 554 | Frostfästningen                                            | 13 februari 2024  |
| 555 | Det gyllene tornet                                         | 12 mars 2024      |
| 556 | Nötilus dyker upp igen                                     | 11 april 2024     |
| 557 | Sköldpadds-övärlden                                        | 8 maj 2024        |
| 558 | Låt spelet börja!                                          | 5 juni 2024       |
| 559 | Party på stranden                                          | 3 juli 2024       |
| 560 | Sport på stranden                                          | 31 juli 2024      |
| 561 | eSport-finalen                                             | 28 augusti 2024   |
| 562 | Kapplöpning mot Mars                                       | 25 september 2024 |
| 563 | Förbannelsernas bok                                        | 23 oktober 2024   |
| 564 | Farbror Joakim och Evighetskronan                          | 20 november 2024  |
| 565 | Galaxräddarna                                              | 18 december 2024  |
| 566 | Pistens hjälte                                             | 15 januari 2025   |
| 567 | Dinosaurier i Ankeborg                                     | 12 februari 2025  |
| 568 | Sandokalle Sjöfararen                                      | 12 mars 2025      |
| 569 | En fantastiljardär i svårigheter                           | 9 april 2025      |
| 570 | På farligt uppdrag                                         | 7 maj 2025        |
| 571 | Tänk om... Kalle blev Wolverine                            | 4 juni 2025       |
| 572 | Varning ankor!                                             | 2 juli 2025       |
| 573 | Sommartider                                                | 30 juli 2025      |
| 574 | Tillbaka till Mikrovärlden                                 | 27 augusti 2025   |
| 575 | Slutet på en legend                                        | 24 september 2025 |

## Svenska systerutgåvor

### Kalle Anka och hans vänner önskar god jul!
Varje jul mellan 1995 och 2014 publiceras Kalle Anka och hans vänner önskar God Jul!, en inbunden bok i samma format, layout (undantaget omslaget) och sidantal som Kalle Ankas Pocket, samt med samma typ av serier. Numreringen är löpande, vilket innebär att den sista utgåvan julen 2014 bar nummer 20. Utgåvorna har inga individuella titlar. Från och med 2017 har man börjat ge ut årliga inbundna julböcker med titeln Kalle Anka och hans vänner önskar god jul! igen, nu som årets sista nummer av Kalle Ankas Pocket Special och utan den löpande numreringen från tidigare.

### Kalle Ankas Pocket Special
1997 utkom en pocketbok med anledning av Joakim von Ankas 50-årsjubileum. Layoutmässigt och innehållsmässigt följde den Kalle Ankas Pocket, men denna titel fanns inte tryckt på boken. Det påföljande året utkom ännu en bok, denna gång för att fira Kalle Ankas Pockets 30-årsjubileum. 1999 utkom den tredje specialpocketen, och från och med denna utgåva fick dessa den enhetliga titeln Kalle Anka Pocket Special. Notera också att 1997 år utgåva har ett annat ISSN-nummer än de övriga.
Kalle Ankas Pocket Special är vanligtvis tjockare än övriga pocketar, ofta på 512 sidor.
Noterbart är även att en onumrerad Kalle Ankas Pocket med titeln Grattis, Kalle! medföljde som bilaga till Kalle Anka & C:o 25/2004. Innehållsmässigt återtryckte denna pocket första hälften av Kalle Ankas Pocket 168: Grattis, Kalle!.
2000 galna år var en millennieskiftesspecial av Kalle Ankas Pocket. Den innehåller olika historier som alla utspelade sig i tidigare historiska eror.
| Nr  | Namn                                       | Utgiven           |
| --- | ------------------------------------------ | ----------------- |
| 1   | Joakim von Anka 50 år 1947–1997            | 1997              |
| 2   | Kalle Ankas Pocket 30 år 1968–1998         | 1998              |
| 3   | Kalle 65 år                                | 1999              |
| 4   | 2000 galna år                              | 1999              |
| 5   | Tidernas lirare!                           | 2000              |
| 6   | Tut-Ank-Kalle                              | 2000              |
| 7   | Gröngölingarna Jubileumspocket             | 2001              |
| 8   | Björnligan Jubileumspocket                 | 2001              |
| 9   | Skattjakt                                  | 7 maj 2002        |
| 10  | Grattis, Långben! 70 år 1932-2002          | september 2002    |
| 11  | Mörkrets herre                             | 10 december 2002  |
| 12  | Biodags                                    | 13 maj 2003       |
| 13  | Skurkar i Ankeborg                         | 28 oktober 2003   |
| 14  | Grattis på 70-årsdagen, Kalle!             | 11 maj 2004       |
| 15  | Banzai                                     | 26 oktober 2004   |
| 16  | Alla hjärtans dag i Ankeborg!              | 2005              |
| 17  | Svärd & sandaler                           | 30 juni 2005      |
| 18  | Hemliga agenter                            | 2005              |
| 19  | Tidsresor                                  | januari 2006      |
| 20  | Fotbollsfeber                              | maj 2006          |
| 21  | Pirater                                    | juli 2006         |
| 22  | Skräck                                     | november 2006     |
| 23  | Kalles 1001 jobb                           | februari 2007     |
| 24  | Vilda Västern                              | juni 2007         |
| 25  | Magins mästare                             | november 2007     |
| 26  | Farbror Joakim 60 år                       | december 2007     |
| 27  | Istiden                                    | februari 2008     |
| 28  | 40 år i Ankeborg                           | maj 2008          |
| 29  | Skepp O'hoj                                | oktober 2008      |
| 30  | Rampfeber                                  | december 2008     |
| 31  | Mitt i planeten                            | februari 2009     |
| 32  | Stjärnsmällar                              | juni 2009         |
| 33  | Pyramidalt                                 | september 2009    |
| 34  | Rockkungen                                 | november 2009     |
| 35  | Kalle på djupet                            | januari 2010      |
| 36  | Gasen i botten!                            | maj 2010          |
| 37  | Guldfeber                                  | 2010              |
| 38  | Jorden runt                                | augusti 2010      |
| 39  | Superhjältar                               | oktober 2010      |
| 40  | Magi                                       | november 2010     |
| 41  | Inkaskatten                                | december 2010     |
| 42  | Drakkrigaren                               | januari 2011      |
| 43  | Svart måne                                 | mars 2011         |
| 44  | Spökplumpen                                | maj 2011          |
| 45  | Antikens hjältar                           | juni 2011         |
| 46  | Vilda Västern                              | augusti 2011      |
| 47  | Skepp Ohoj                                 | september 2011    |
| 48  | Farliga skuggor                            | oktober 2011      |
| 49  | Grattis, Björnbusar!                       | november 2011     |
| 50  | Djungeläventyr                             | februari 2012     |
| 51  | Riddare Kalle                              | mars 2012         |
| 52  | Kaos i köket                               | maj 2012          |
| 53  | Livat på landet                            | juni 2012         |
| 54  | OS-feber                                   | juli 2012         |
| 55  | Viking                                     | september 2012    |
| 56  | Don Zorro                                  | oktober 2012      |
| 57  | Agent Kalle ser rött                       | november 2012     |
| 58  | Ankeborgs hjältar                          | februari 2013     |
| 59  | Skatten                                    | april 2013        |
| 60  | Monster                                    | maj 2013          |
| 61  | Legender                                   | juni 2013         |
| 62  | Jorden runt!                               | juli 2013         |
| 63  | Aliens                                     | september 2013    |
| 64  | Kung Kalle                                 | oktober 2013      |
| 65  | På toppen!                                 | november 2013     |
| 66  | Cowboy                                     | januari 2014      |
| 67  | Skatt i sikte                              | april 2014        |
| 68  | Abrakadabra                                | maj 2014          |
| 69  | Rio                                        | juni 2014         |
| 70  | Dinosauriejakten                           | juli 2014         |
| 71  | Geni i arbete                              | september 2014    |
| 72  | Lysande utsikter                           | oktober 2014      |
| 73  | Vinter                                     | december 2014     |
| 74  | Arrrghhh!                                  | februari 2015     |
| 75  | Modekungen                                 | mars 2015         |
| 76  | Semester!                                  | maj 2015          |
| 77  | Samlarmani!                                | juni 2015         |
| 78  | Äventyr i Orienten                         | juli 2015         |
| 79  | Galaktisk!                                 | september 2015    |
| 80  | Okända världar                             | oktober 2015      |
| 81  | Tillbaka till framtiden                    | december 2015     |
| 82  | Trassel på teatern                         | januari 2016      |
| 83  | Eldöns skatter                             | mars 2016         |
| 84  | Datatrubbel                                | maj 2016          |
| 85  | Kalle fixar... allt?                       | juni 2016         |
| 86  | Semesterdrömmar                            | juli 2016         |
| 87  | Skyldig                                    | september 2016    |
| 88  | På djupt vatten                            | oktober 2016      |
| 89  | Konst?                                     | november 2016     |
| 90  | Sir Kalle                                  | januari 2017      |
| 91  | Guld                                       | mars 2017         |
| 92  | Lantliv                                    | april 2017        |
| 93  | Sjörövare                                  | juni 2017         |
| 94  | Safari                                     | juli 2017         |
| 95  | Topphemligt                                | september 2017    |
| 96  | Äkta hjältar                               | oktober 2017      |
| 97  | Cirkusankorna                              | 21 november 2017  |
| 98  | Dinosaurier                                | 23 januari 2018   |
| 99  | Ank-Dynastin                               | 5 mars 2018       |
| 100 | Hjältedåd                                  | 2018              |
| 101 | Makalösa uppfinningar                      | 2018              |
| 102 | Upp i det blå                              | 2018              |
| 103 | Kungar och hjältar                         | 2018              |
| 104 | Vägen västerut                             | 2018              |
| 105 | Senaste Nytt                               | 7 december 2018   |
| 106 | Antiken                                    | januari 2019      |
| 107 | I kärlekens tecken                         | mars 2019         |
| 108 | Guldfeber                                  | 16 april 2019     |
| 109 | Sportens hjältar                           | 29 maj 2019       |
| 110 | Pirater                                    | 9 juli 2019       |
| 111 | Ut i det gröna                             | 17 september 2019 |
| 112 | Superskurkar                               | 22 oktober 2019   |
| 113 | Robotar                                    | 6 december 2019   |
| 114 | Högt spel                                  | 20 januari 2020   |
| 115 | Monster & myter                            | 2 mars 2020       |
| 116 | Galaktiska äventyr                         | 14 april 2020     |
| 117 | Resor till fjärran land                    | 26 juni 2020      |
| 118 | Stora utforskare                           | 7 juli 2020       |
| 119 | Sommarlov                                  | 18 augusti 2020   |
| 120 | Eldiga ankor                               | 20 oktober 2020   |
| 121 | Under en lycklig stjärna                   | 24 november 2020  |
| 122 | Faraonernas förbannelser                   | januari 2021      |
| 123 | Bygglov                                    | 4 mars 2021       |
| 124 | Fest & festivitas i Ankeborg               | 7 april 2021      |
| 125 | Filmens magi!                              | 27 maj 2021       |
| 126 | Rocka loss, Ankeborg                       | 8 juli 2021       |
| 127 | Dumburken                                  | 19 augusti 2021   |
| 128 | Kalla kårar                                | 29 oktober 2021   |
| 129 | Hokus pokus                                | 26 november 2021  |
| 130 | Natt i Ankeborg                            | 25 januari 2022   |
| 131 | Kungar, baronessor och andra viktiga ankor | 24 mars 2022      |
| 132 | Upp i bergen                               | 24 maj 2022       |
| 133 | Vikingar!                                  | 6 juli 2022       |
| 134 | Stopp, polis                               | 27 september 2022 |
| 135 | Ut i rymden!                               | 24 november 2022  |
| 136 | Ank-Lisa                                   | 24 januari 2023   |
| 137 | Riddar Anka                                | 23 mars 2023      |
| 138 | Resor i tid och rum                        | 23 maj 2023       |
| 139 | Badankor!                                  | 31 juli 2023      |
| 140 | Gåshud i Ankeborg                          | 26 september 2023 |
| 141 | Dr. Kalle                                  | 23 november 2023  |
| 142 | Alla ankor far till Rom                    | 23 januari 2024   |
| 143 | Grönt är skönt                             | 19 mars 2024      |
| 144 | Reslust                                    | 23 maj 2024       |
| 145 | Alltid sportig                             | 24 juli 2024      |
| 146 | Husdjur                                    | 23 september 2024 |
| 147 | Rymdisar                                   | 27 november 2024  |
| 148 | Stil & Snits                               | 22 januari 2025   |
| 149 | Ankor & Olympen                            | 19 mars 2025      |
| 150 | Idéstorm i Ankeborg                        | 21 maj 2025       |
| 151 | Spikar & spektakel                         | 23 juli 2025      |

### Historiens mästare
Under 2015 utgavs en serie böcker med Kalle Anka i historiska miljöer. Formatet var 145×210 mm och omfånget 304–320 sidor.
| Nr | Namn                          | Utgiven |
| -- | ----------------------------- | ------- |
| 1  | Kleopatras näsa               | 2015    |
| 2  | Kalle Anka och Kolossalspelen | 2015    |
| 3  | Tidsförskjutningen            | 2015    |
| 4  | Storknande stordåd            | 2015    |
| 5  | Den upplysta ankan            | 2015    |
| 6  | Vilken underbar anka          | 2015    |

### Skurkar i Ankeborg
Under 2016 utgavs en serie böcker om skurkar i Ankeborg. Formatet var 145×210 mm och omfånget 304 sidor.
| Nr | Namn          | Utgiven |
| -- | ------------- | ------- |
| 1  | Björnligan    | 2016    |
| 2  | Svarte Petter | 2016    |
| 3  | Magica de Hex | 2016    |
| 4  | Spökplumpen   | 2016    |

### Ankeborgs samlarpocket: Kalle Anka Stjärnkrig
Under 2016 utgavs en serie böcker med rymdmotiv under samlingsbeteckningen Ankeborgs Samlarpocket. Formatet var 145×210 mm och omfånget 288 sidor.
| Nr | Namn                                       | Utgiven |
| -- | ------------------------------------------ | ------- |
| 1  | Stjärnkrig 1 Ankeborgs Samlarpocket 1 2016 | 2016    |
| 2  | Stjärnkrig 2 Ankeborgs Samlarpocket 3 2016 | 2016    |
| 3  | Stjärnkrig 3 Ankeborgs Samlarpocket 4 2016 | 2016    |

### Ankeborgs samlarpocket: Kalle som liten
Under 2016 och 2017 utgavs tre pocketar med serier som skildrar Kalle Ankas barndom. Formatet är 145×210 mm och omfånget 288 sidor.
| Nr | Namn                   | Utgiven |
| -- | ---------------------- | ------- |
| 1  | Otur från första dagen | 2016    |
| 2  | Kör på!                | 2017    |
| 3  | Den stora sömnen       | 2017    |

### Ankeborgs samlarpocket: Fantasy
Under 2017 utgess en serie med pocketar på temat Fantasy. Formatet är 145×210 mm och omfånget 288 sidor.
| Nr | Namn             | Utgiven |
| -- | ---------------- | ------- |
| 1  | Mörkrets herre   | 2017    |
| 2  | Drakens skatt    | 2017    |
| 3  | Hämndens riddare | 2017    |

### Ankeborgs samlarpocket (2022)
| Nr | Namn                                        | Utgiven           |
| -- | ------------------------------------------- | ----------------- |
| 1  | Kalle Anka – Fullt ös i backen!             | 18 januari 2022   |
| 2  | Kalle Ankas vårpocket                       | 15 mars 2022      |
| 3  | Kalle Ankas kluriga gåtor + mystiska serier | 12 maj 2022       |
| 4  | Sommarkul med Kalle                         | 14 juli 2022      |
| 5  | Halloween – Läbbiga serier                  | 12 september 2022 |
| 6  | Kalle Anka och hans vänner önskar God Jul   | 2022              |

### Kalle Ankas bästa
Med början 2016 utgavs en serie under titeln Kalle Ankas bästa. Formatet var 145×210 mm och omfånget 288 sidor.
| Nr | Namn                | Utgiven |
| -- | ------------------- | ------- |
| 1  | Kalle Ankas Bästa 1 | 2016    |
| 2  | Kalle Ankas Bästa 2 | 2016    |
| 3  | Kalle Ankas Bästa 3 | 2016    |
| 1  | Kalle Ankas Bästa 4 | 2017    |
| 2  | Kalle Ankas Bästa 5 | 2017    |
| 3  | Kalle Ankas Bästa 6 | 2017    |

### Kalle Anka Gigant
Under 2017 utgavs en serie i större format under titeln Kalle Anka Gigant och med en personlighet från Ankeborg i centrum för varje titel. Formatet var 170×260 mm och omfånget 336 sidor.
| Nr | Namn                     | Utgiven |
| -- | ------------------------ | ------- |
| 1  | Guldrush                 | 2017    |
| 2  | Typiskt Kalle            | 2017    |
| 3  | Full fart på Farmor Anka | 2017    |
| 4  | Goda grannar?!           | 2017    |

### Kalle Ankas Minipocket
I maj 2005 utkom det första numret av Kalle Ankas Minipocket. Formatet är 91×135 mm, betydligt mindre än Kalle Ankas Pockets.  Den omfattar drygt 300 sidor och består framför allt av repriser från tidigare pocketar och serier ur Farbror Joakim och dess systertitlar. Omslaget till varje utgåva är grafiskt enkel: en av Disneys kända figurer mot en enfärgad bakgrund.
| Nr | Namn           | Utgiven        |
| -- | -------------- | -------------- |
| 1  | Kalle Anka     | maj 2005       |
| 2  | Farbror Joakim | juli 2005      |
| 3  | Musse Pigg     | september 2005 |
| 4  | Knattarna      | november 2005  |
| 5  | Kalle Anka     | januari 2005   |
| 6  | Farbror Joakim | mars 2006      |
| 7  | Kalle Anka     | maj 2006       |
| 8  | Farbror Joakim | juli 2006      |
| 9  | Knattarna      | augusti 2006   |
| 10 | Kalle Anka     | oktober 2006   |
| 11 | Farbror Joakim | december 2006  |
| 12 | Kalle Anka     | mars 2007      |
| 13 | Farbror Joakim | maj 2007       |
| 14 | Knattarna      | juli 2007      |
| 15 | Kalle Anka     | september 2007 |
| 16 | Farbror Joakim | oktober 2007   |
| 17 | Kalle Anka     | januari 2008   |
| 18 | Farbror Joakim | mars]2008      |
| 19 | Kalle Anka     | maj 2008       |
| 20 | Farbror Joakim | juli 2008      |
| 21 | Kalle Anka     | september 2008 |
| 22 | Farbror Joakim | november 2008  |
| 23 | Kalle Anka     | januari 2009   |
| 24 | Kalle Anka     | mars 2009      |
| 25 | Farbror Joakim | maj 2009       |
| 26 | Kalle Anka     | juli 2009      |
| 27 | Farbror Joakim | september 2009 |
| 28 | Kalle Anka     | november 2009  |
| 29 | Farbror Joakim | januari 2010   |

### Farbror Joakims äventyr
| Nr | Namn                   | Utgiven          |
| -- | ---------------------- | ---------------- |
| 1  | Världens rikaste anka  | 12 maj 2021      |
| 2  | Alla tiders ankor      | 29 juni 2021     |
| 3  | Ett guldkantat liv     | 11 augusti 2021  |
| 4  | Betjäntens bekännelser | 7 september 2021 |
| 5  | Släkten är värst       | 2021             |
| 6  | Kampen om kronan       | 2021             |